# Wilhelm von Meding
Wilhelm von Meding (* 9. November 1625 in Lübeck; † 8. Januar 1674 in Groß Schwansee) war ein deutscher Domherr und Gutsbesitzer.

## Leben
Wilhelm von Meding entstammt dem Lübecker Zweig des lüneburgischen Adelsgeschlechts von Meding. Sein gleichnamiger Vater war Reeder und Kaufmann im Handel mit Spanien (Spanienfahrer) in Lübeck. Sein ebenfalls gleichnamiger Großvater hatte 1562 das Lübecker Bürgerrecht erworben und 1566 auf einem großen Grundstück an der Ecke Engelsgrube/Große Kiesau eine für den Mietwohnungsbau sehr frühe Miethausanlage errichten lassen.
Schon im Alter von neun Jahren erhielt Wilhelm von Meding am 6. Juni 1635 die Possession einer von Gedeon Eggeling resignierten Präbende und wurde damit Domherr im weitgehend protestantischen Lübecker Domkapitel. Als 14-Jähriger wurde er, gemeinsam mit seinem Bruder (?) Johannes, 1639 an der Universität Rostock immatrikuliert. 1646 ist er als Student an der Universität Helmstedt belegt durch einen Eintrag im Stammbuch von Friedrich Ulrich Calixt. Er setzte die Geschäfte seines Vaters fort. Seit 1650 war er verheiratet mit Ida Margareta, geb. Lengerke, der Tochter des Arztes Christian von Lengerke. 1668 erwarb er Schwansee im Klützer Winkel, machte es mit herzoglicher Erlaubnis zu einem Allodialgut und baute hier ein einfaches Gutshaus.
Seine Präbende kam nach seinem Tod 1674 an den späteren Domdekan Johann von Wickede (1664–1732).

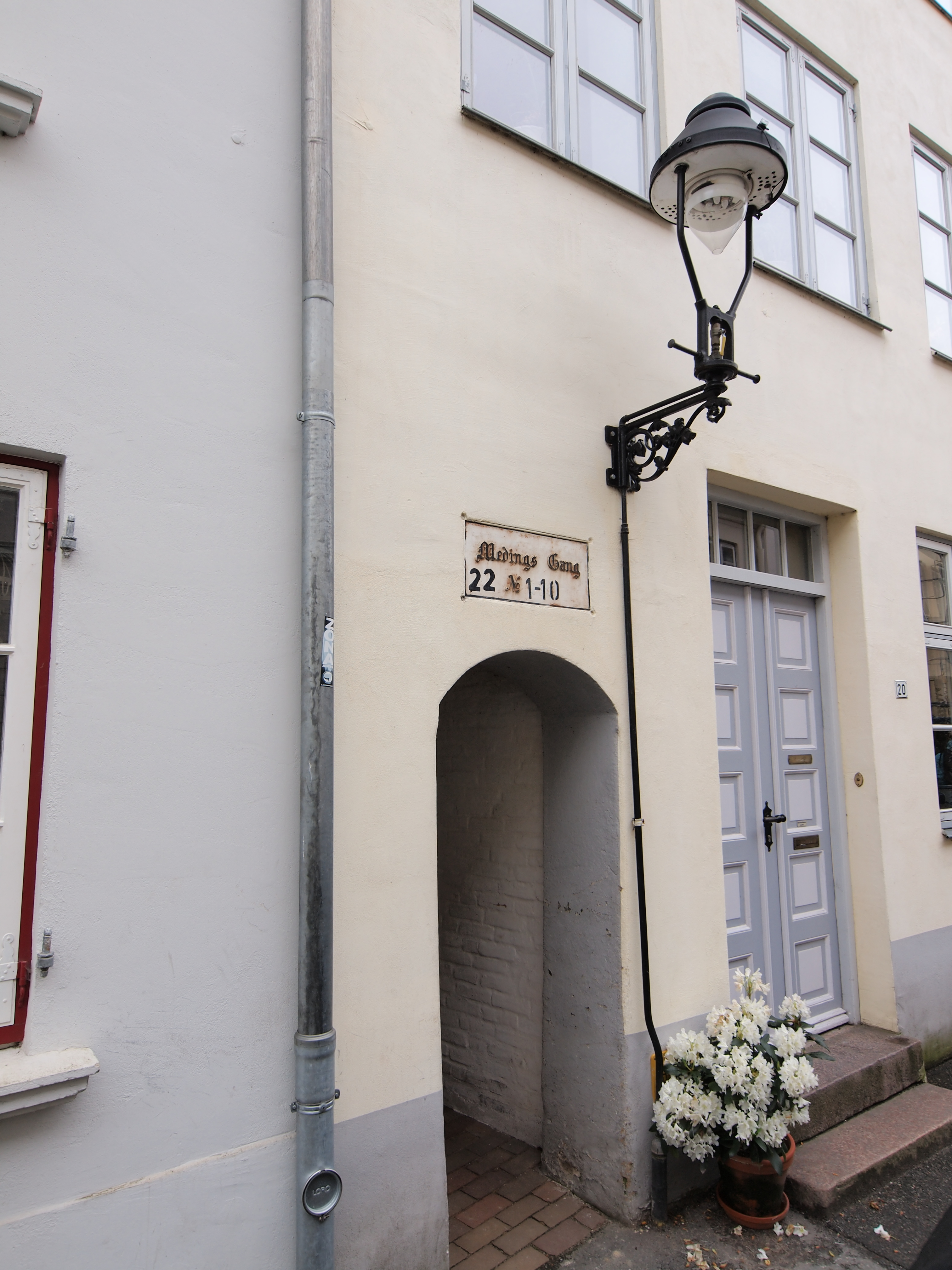
Medings Gang

Er hatte einen gleichnamigen Sohn, der Schwansee erbte. 1681 erwarb dieser den später nach ihm benannten Medings Gang in der Großen Gröpelgrube und legte hier einen Wohngang mit zehn Wohnungen an.